# Paràbola de l'ovella perduda

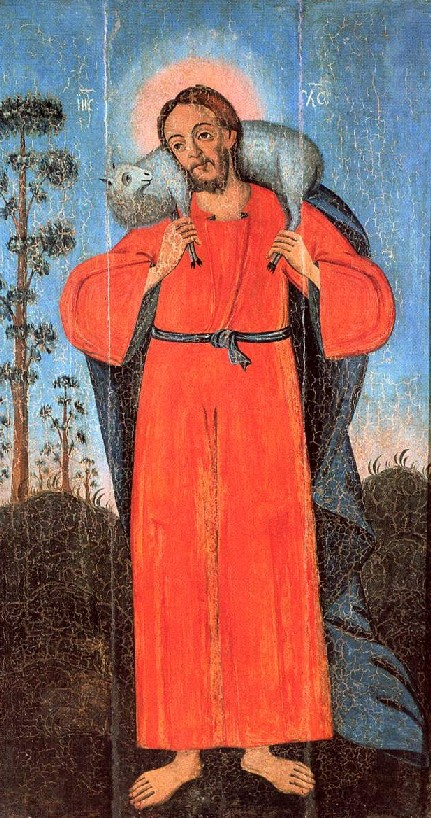

La paràbola de l'ovella perduda és una història narrada per Jesús i recollida a l'evangeli segons Mateu (Mt 18:12), Lluc (Lc 15:3) i Joan (Jn 10:11)

## Argument
El pastor qui perd una ovella del seu ramat de cent, deixa les noranta-nou i recorre la muntanya fins que la troba, i quan la veu s'alegra molt més per ella que per les altres que no s'han perdut

## Anàlisi
Aquesta paràbola és similar en el seu ensenyament a la paràbola del fill pròdig i la paràbola de la dracma perduda. L'al·legoria amb el ramat d'ovelles, però, és més clara, ja que sovint es compara a Déu o Crist amb un pastor i els homes amb les ovelles que en depenen (d'aquí que els capellans puguin rebre el nom de pastors).
L'ovella perduda és la que s'allunya de l'església i cau en el pecat (ho explicita) i l'alegria de Déu és més gran pel penediment d'aquesta que per les altres, ja que mai no han estat en perill, mentre que l'ovella perduda s'arrisca a la condemnació eterna (el risc és més gran i evitar-lo, una gran alegria). També significa que Déu té predilecció pels individus més febles i perduts, i no pel grup anònim, i que busca cada ànima, encara que tingui més (s'arrisca per una ovella tenint noranta-nou al seu voltant) perquè cada persona és important.
El nombre cent és un símbol de multitud i perfecció, si en falta una ja no es compleix i d'aquí l'afany per trobar l'ovella perduda. Recull els versets d'Ezequiel, qui va assegurar que per un penedit, no comptaven els pecats anteriors (un cop torna al ramat, allà s'hi queda), subratllant tant la misericòrdia divina com la importància del penediment (que els catòlics associarien segles més tard al sagrament de la confessió).
La història apareix també en l'apòcrif Evangeli de Tomàs i els estudiosos li atorguen un alt grau de literalitat, d'haver estat efectivament pronunciada per Jesús. El seu èxit va servir per a consolidar la comparació dels fidels amb les ovelles i dels pecadors com extraviats o perduts.